# Kate
Kate (KDE Advanced Text Editor) — текстовый редактор, входящий в состав среды рабочего стола KDE. Распространяется согласно GNU General Public License.
Kate является частью пакета kdebase начиная с версии KDE 2.2 (15 августа 2002). Благодаря технологии KParts Kate можно встраивать в любое другое приложение KDE в качестве компонента редактирования. В частности, Kate встроен в интегрированную среду разработки KDevelop и среду веб-разработки Quanta Plus.

## Возможности программы

### Основные возможности
- Разделение окна на части (горизонтальное и вертикальное);
- Интерфейс для нескольких документов;
- Плагины: терминал, SQL, сборка проектов, GDB, замена в файлах и др.;
- Поддержка сеансов (включающих список открытых файлов);
- Поддержка множества кодировок, в т.ч. Unicode;
- Поддержка различных переводов строк (Windows, Unix, Mac), включая автоопределение;
- Сетевая прозрачность (открытие и сохранение сетевых файлов);
- Расширяемость с помощью скриптов;

### Расширенные возможности
- Система закладок (и breakpoints);
- Индикация изменяемой строки;
- Номера строк;

### Подсветка синтаксиса
- Подсветка синтаксиса для более 180 типов файлов[6] и сворачивание блоков кода. Может быть расширено с помощью XML-файлов[7];
- Подсветка соответствия скобок;
- Умная проверка орфографии «на лету»;
- Подсветка выделяемых слов.

### Особенности для программистов
- Авто-идентация, настраиваемая с помощью скриптов
- «Умная» обработка комментариев;
- Автодополнение, включая аргументы;
- Режим «Vi Input Mode», эмулирующий текстовый редактор Vim;

### Поиск и замена
- Последовательный поиск;
- Многострочный поиск и замена, также для нескольких открытых файлов;
- Поддержка регулярных выражений;

### Резервирование и восстановление
- Создание резервных копий при сохранении;
- Система повтора и отмены.